# Winnetou 1. Teil
Winnetou 1. Teil —título en traducible como «Winnetou. Primera parte»— es un eurowestern germano-yugoslavo de 1963 dirigido por Harald Reinl y protagonizado por Lex Barker y Pierre Brice. Es conocido en español con los títulos de Winnetou El Guerrero y Furia apache. Está basado en la novela homónima de Karl May y fue realizado tras el éxito de El tesoro del lago de plata. Se rodó en Eastmancolor y CinemaScope.

## Sinopsis
Santer, apoyado por una nutrida banda de forajidos, se ha hecho con el control del trazado de la línea de ferrocarril y la ha desviado para que atraviese el territorio de los apaches. Su objetivo es hacerse con una mina de oro de los apaches mescaleros. La compañía envía a un agrimensor alemán para restablecer el proyecto original y evitar una guerra con los apaches. El técnico revela su valor y determinación al salvar una caravana de suministros que Santer quería que acabara en manos de sus aliados los kiowas, para lo que cuenta con la ayuda de Sam Hawkens y otros dos exploradores. Después se enfrenta a los hombres de Santer y la fuerza de sus puños hace que se gane el sobrenombre de Old Shatterhand.
Shatterhand se reúne con Winnetou —el hijo del jefe de los mescaleros— y con Klekih-petra, un anciano que vive con los apaches desde hace tiempo y que actúa como consejero. Santer mata a Klekih-petra y secuestra a Winnetou para entregarlo a los kiowas. Shatterhand rescata a Winnetou sin que este vea quién le ha liberado y le quita un colgante que guarda como prueba. Después, junto con los exploradores y los trabajadores del ferrocarril se dirige a la ciudad de Roswell y ataca a los bandidos. Pero cuando están a punto de vencer, son atacados por los apaches. Shatterhand es herido y, junto con los tres exploradores, es capturado y destinado a la tortura y muerte. La hermana de Winnetou, Nscho-tschi, le atiende en su convalecencia y se enamora de él. Cuando Shatterhand dice que él salvó a Winnetou de los kiowas no es creído, y el collar que lo probaría quedó con su chaqueta en Roswell.
Finalmente, el jefe Intshu-tshuna le ofrece la posibilidad de superar una prueba para quedar libre. Deberá llegar en una canoa perforada a un determinado punto del río, siendo perseguido por el propio jefe. Old Shatterhand consigue dejar inconsciente a Intshu-tshuna y llegar a la meta, con lo que él y sus amigos son libres. Entonces llega Nscho-tschi con el collar que demuestra que Shatterhand había salvado a Winnetou. La situación cambia totalmente. Winnetou y Old Shatterhand se convierten en hermanos de sangre. Además, Nscho-tschi desea educarse en una ciudad de hombres blancos para poder casarse con Shatterhand.
Cuando el jefe y sus dos hijos se dirigen a la mina secreta para tomar el oro necesario para pagar la estancia de la joven en San Luis son atacados por Santer y sus hombres. Shatterhand y varios guerreros apaches llegan a tiempo de salvar a Winnetou y acabar con Santer y sus bandidos, pero no pueden impedir la muerte de su padre y su hermana. Winnetou se convierte en jefe de los mescaleros y su hermandad con Shatterhand se estrecha.

## Producción
El tesoro del lago de la plata fue la película más cara de la República Federal Alemana en 1962, pero fue también la que más espectadores atrajo a las salas; más de tres millones. El éxito del filme impulsó a su productor, Horst Wendlandt, a realizar otra película basada en las novelas del Oeste de Karl May. El libro elegido fue Winnetou, primera parte, que relata el comienzo de la amistad entre el explorador conocido como Old Shatterhand y el apache Winnetou, hijo del jefe de los mescaleros. En esta ocasión, Wendlandt no escatimó en gastos. Se utilizó una gran cantidad de armamento de atrezo: rifles, revólveres, lanzas, arcos y flechas y tomahawks. También se emplearon una veintena de canoas, docenas de caballos y una auténtica locomotora de época con unos doscientos metros de vía férrea.
Wendlandt volvió a contar con el mismo equipo. El austríaco Harald Reinl se encargó de nuevo de la dirección. En esta ocasión logró sacar un mejor partido visual de las montañas y lagos croatas. La película ofrece un amplio muestrario de bellas imágenes de Winnetou y otros personajes cabalgando, realzadas otra vez por la fotografía en color de Ernst W. Kalinke y la romántica música de Martin Böttcher, que volvió a tener el mismo éxito en sus ediciones en disco. La adaptación de la novela corrió, asimismo, por cuenta de Harald G. Petersson, cuyo guion se tomó numerosas libertades respecto al relato original. Como explicó Reinl en el press-book del filme, la adaptación no pretende ser una traslación literal de la novela; se mantienen los personajes y la trama, pero hay comportamientos que, llevados a imágenes, podrían resultar ridículos, como el comportamiento tan sumamente noble de Old Shatterhand.

## Intérpretes

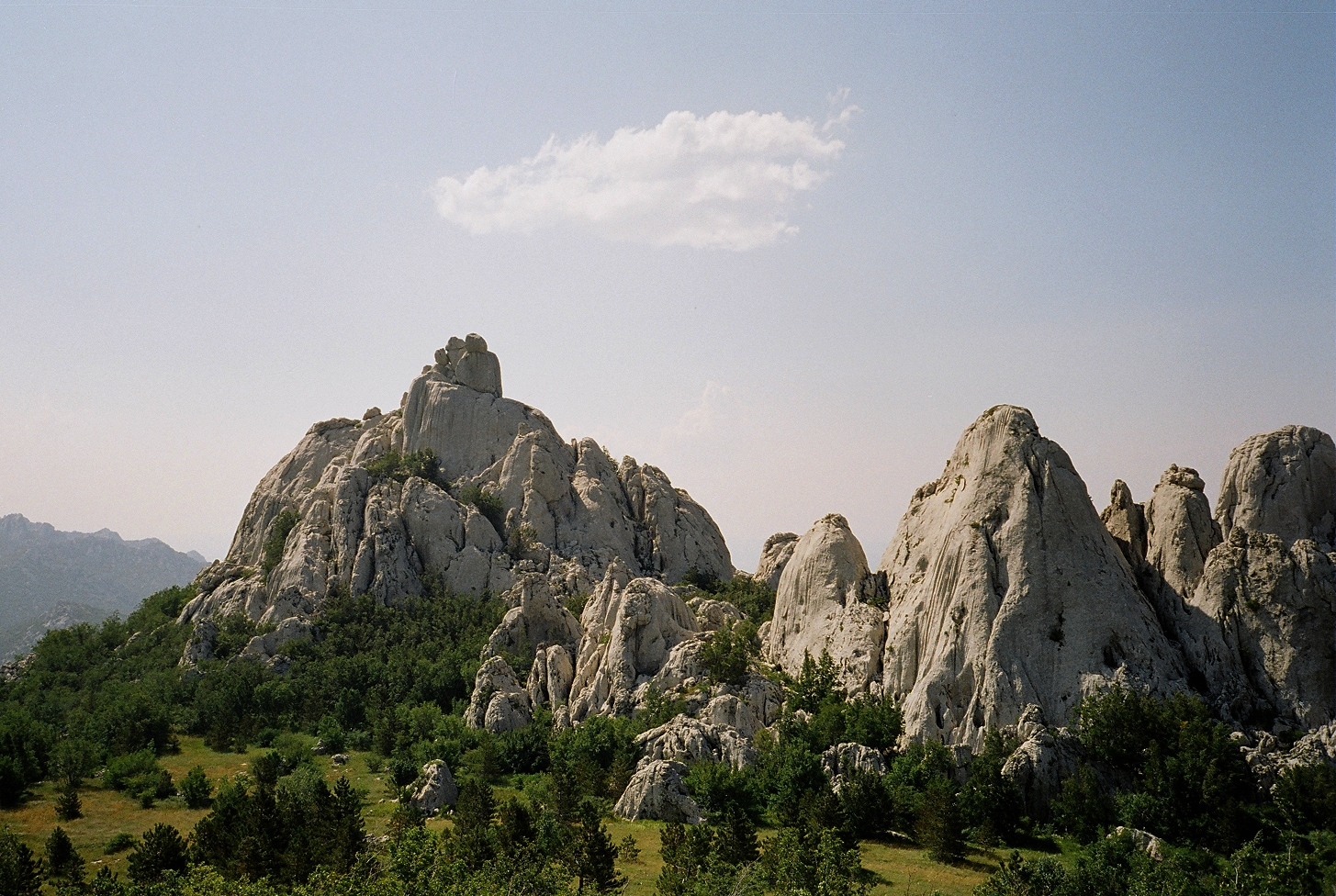
Las formaciones kársticas de la cordillera de Velebit sirvieron para ambientar la acción en el Oeste americano.

Los intérpretes principales volvieron a ser los mismos: Lex Barker como Old Shatterhand, Pierre Brice encarnando a Winnetou —ahora con mayor presencia que en el filme anterior y figurando en los créditos en segundo lugar— y Ralf Wolter en el papel de Sam Hawkens. Como novedades, el alemán Mario Adorf encarnó al villano Santer; la francesa Marie Versini interpretó a Nscho-tschi, la hermana de Winnetou enamorada de Old Shatterhand, y el fornido estadounidense Walter Barnes compone a un encargado de la construcción del ferrocarril que auxiliará a los protagonistas hasta pagar con su vida. Por último, hay un personaje cómico similar al cazador de mariposas de El tesoro del lago de plata. En esta ocasión es un ridículo fotógrafo inglés empeñado en retratar a los indios que está interpretado por el polifacético británico afincado en Alemania Chris Howland. Puesto que sus intervenciones son ajenas a la trama de la película, en las copias que se exhibieron en algunos países fueron eliminadas. El resto de los personajes secundarios fueron interpretados por actores yugoslavos.

### Reparto
| - Lex Barker — Old Shatterhand - Marie Versini — Nscho-tschi - Mavid Popović — Intshu-tshuna - Dunja Rajter — Belle | - Pierre Brice — Winnetou - Walter Barnes — Bill Jones - Branko Spoljar — Bancroft | - Mario Adorf — Santer - Ralf Wolter — Sam Hawkens - Niksa Stefanini — Bullock - Chris Howland — Tuff-Tuff |

## Recepción
La película volvió a ser un éxito de público y ganó el premio Pantalla de Oro por superar los tres millones de espectadores. Sin embargo, volvió a carecer del apoyo de la crítica.